# Duże Budy
Duże Budy – kolonia w Polsce położona w województwie świętokrzyskim, w powiecie buskim, w gminie Busko-Zdrój.
| SIMC    | Nazwa     | Rodzaj    |
| ------- | --------- | --------- |
| 0232124 | Małe Budy | część wsi |

W latach 1975–1998 miejscowość administracyjnie należała do województwa kieleckiego.